# Bruno Cassa
Bruno Cassa is een voormalig Italiaans waterskiër.

## Levensloop
Cassa werd tweemaal Europees kampioen in de Formule 1 van het waterski racing.

## Palmares
- Europees kampioenschap: 1971 en 1974.